# Scytodes jousseaumei
Espèce
Scytodes jousseaumei est une espèce d'araignées aranéomorphes de la famille des Scytodidae.

## Distribution
Cette espèce est endémique de Djibouti .

## Description
Le mâle mesure 8 mm.

## Étymologie
Cette espèce est nommée en l'honneur de Félix Pierre Jousseaume.

## Publication originale
- Simon, 1907 : Étude sur les araignées de la sous-section des Haplogynes. Annales de la Société Entomologique de Belgique, vol. 51, p. 246-264 (texte intégral).